# Bleiche Segge
Die Bleiche Segge (Carex pallescens) ist eine Pflanzenart aus der Gattung Seggen (Carex) innerhalb der Familie der Sauergrasgewächse (Cyperaceae). Sie ist auf der Nordhalbkugel weitverbreitet.

## Beschreibung

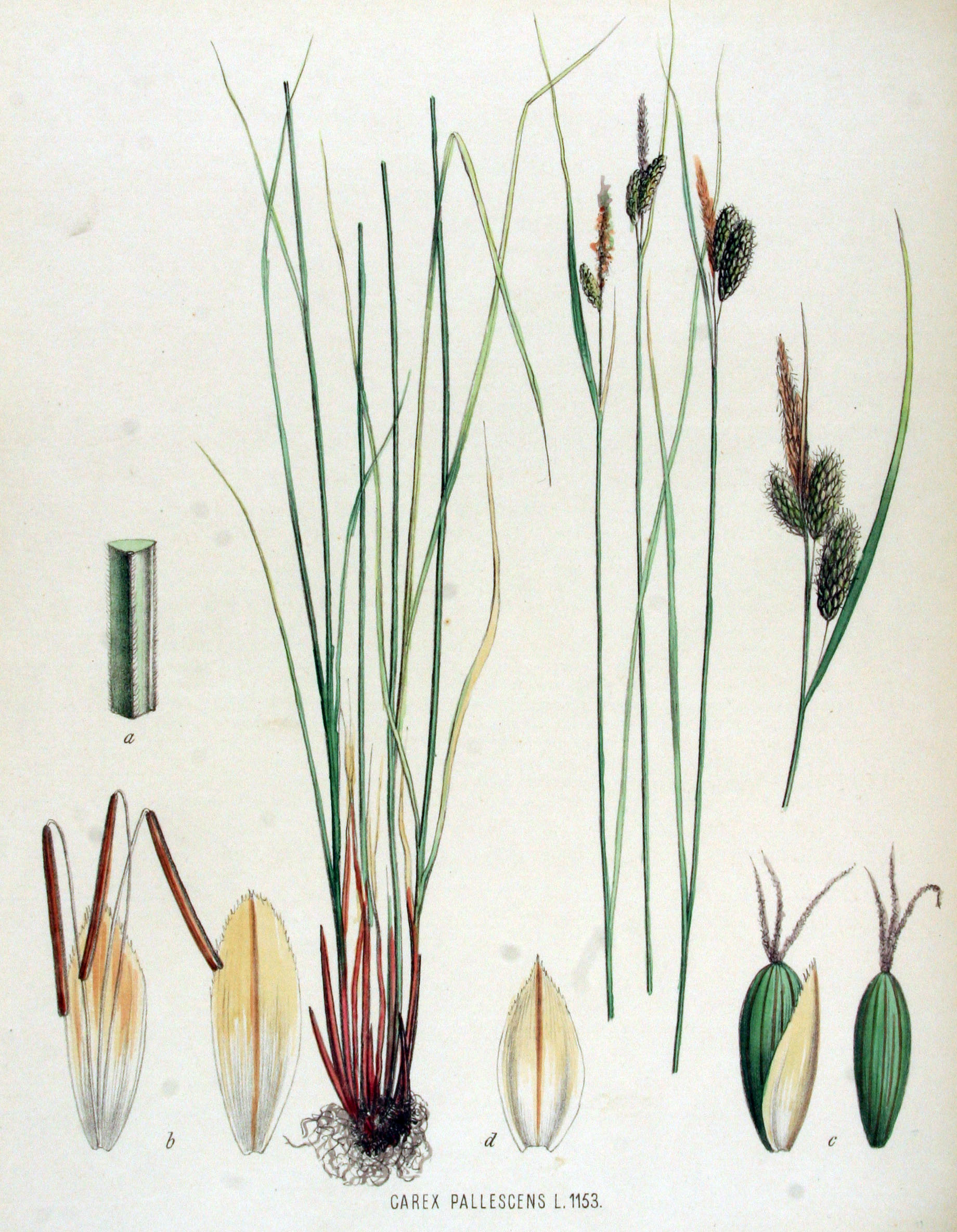
Illustration aus Flora Batava, Volume 15

### Vegetative Merkmale
Die Bleiche Segge wächst als ausdauernde krautige Pflanze und erreicht Wuchshöhen von meist 15 bis 50 (4 bis 70) Zentimetern. Sie besitzt keine Ausläufer und bildet kleine Horste. Die Grundblattscheiden sind braun. Der aufrechte Halm ist dreikantig, etwa 1 Millimeter dick und oben etwas rau. Die zerstreut behaarten, schlaff wirkenden Laubblätter sind deutlich kürzer als der Stängel. Die Blattspreiten weisen eine Breite von 2 bis 3, selten bis zu 4 Millimetern auf und sind gelb- bis gras-grün. Besonders die untersten Blätter sind mit weißen, abstehenden zerstreuten Haaren besetzt.

### Generative Merkmale
Die Blütezeit liegt in den Monaten April bis Juli. Der Blütenstand ist mit einer Länge von meist 3 bis 5 Zentimeter relativ kurz und enthält ein endständiges, blassbraunes männliches Ährchen und zwei bis drei dicht darunter stehende, grünliche weibliche Ährchen. Die weiblichen Ährchen sind bei einer Länge von 10 bis 20, selten bis zu 30 Millimetern kurz walzlich geformt und besitzen durch die dicht stehenden Fruchtschläuche ein charakteristisches „maulbeerartiges“ Aussehen. Das männliche Ährchen ist bei einer Länge von 10 bis 20 Millimetern sowie einer Breite von 1,5 bis 2 Millimetern schmal-keulenförmig. Die Fruchtschläuche haben eine Länge von 2,5 bis 3 Millimetern und eine Breite von 1 bis 1,5 Millimetern, sind ungeschnäbelt und gänzlich kahl. Sie besitzen drei Narben. Die Spelzen der weiblichen Ährchen sind grün, eiförmig, allmählich in eine kurze Stachelspitze verschmälert; sie sind etwas kürzer als die Fruchtschläuche; ihr Rand ist im oberen Teil gewimpert und sie besitzen einen grünen Mittelstreifen.
Die gelb-braune Frucht ist bei einer Länge von etwa 2 Millimetern sowie einem Durchmesser von 1 bis 1,5 Millimetern verkehrt-eiförmig und dreikantig.
Die Chromosomenzahl beträgt 2n = 62, 64 oder 66.

## Vorkommen
Die Bleiche Segge ist auf der Nordhalbkugel von Europa bis Zentralasien und vom östlichen Kanada bis in die nördlichen Vereinigten Staaten weitverbreitet. Sie ist ein nordost-eurasisches Florenelement. In Europa kommt sie in fast allen Ländern vor und fehlt nur in Portugal. In Deutschland, Österreich und der Schweiz ist die Bleiche Segge verbreitet und gebietsweise ziemlich häufig.
Carex pallescens wächst in Mitteleuropa in lichten Wäldern und Gebüschen. Ferner kommt sie in feuchten Wiesen und auf buschreichen Alpenweiden vor. Sie gedeiht am besten auf mäßig beschatteten, feuchten, kalkarmen, verdichteten und sauren Böden. Sie kommt vor in Pflanzengesellschaften der Ordnung Nardetalia, Atropetalia und der Klasse Molinio-Arrhenatheretea. In den Allgäuer Alpen steigt sie am Kreuzeck in Bayern bis in Höhenlagen von 2350 Metern auf. in Graubünden erreicht sie bei Vals 2400 Meter.
Die ökologischen Zeigerwerte nach Landolt et al. 2010 sind in der Schweiz: Feuchtezahl F = 3w+ (mäßig feucht aber stark wechselnd), Lichtzahl L = 3 (halbschattig), Reaktionszahl R = 2 (sauer), Temperaturzahl T = 3 (montan), Nährstoffzahl N = 3 (mäßig nährstoffarm bis mäßig nährstoffreich), Kontinentalitätszahl K = 3 (subozeanisch bis subkontinental), Salztoleranz = 1 (tolerant).
Die Bleiche Segge ist ein Magerkeitszeiger. Sie gehört zu den wenigen Arten ihrer Gattung, die „gern“ vom Wild und vom Alpenvieh abgeweidet wird und somit einen gewissen Futterwert besitzt.

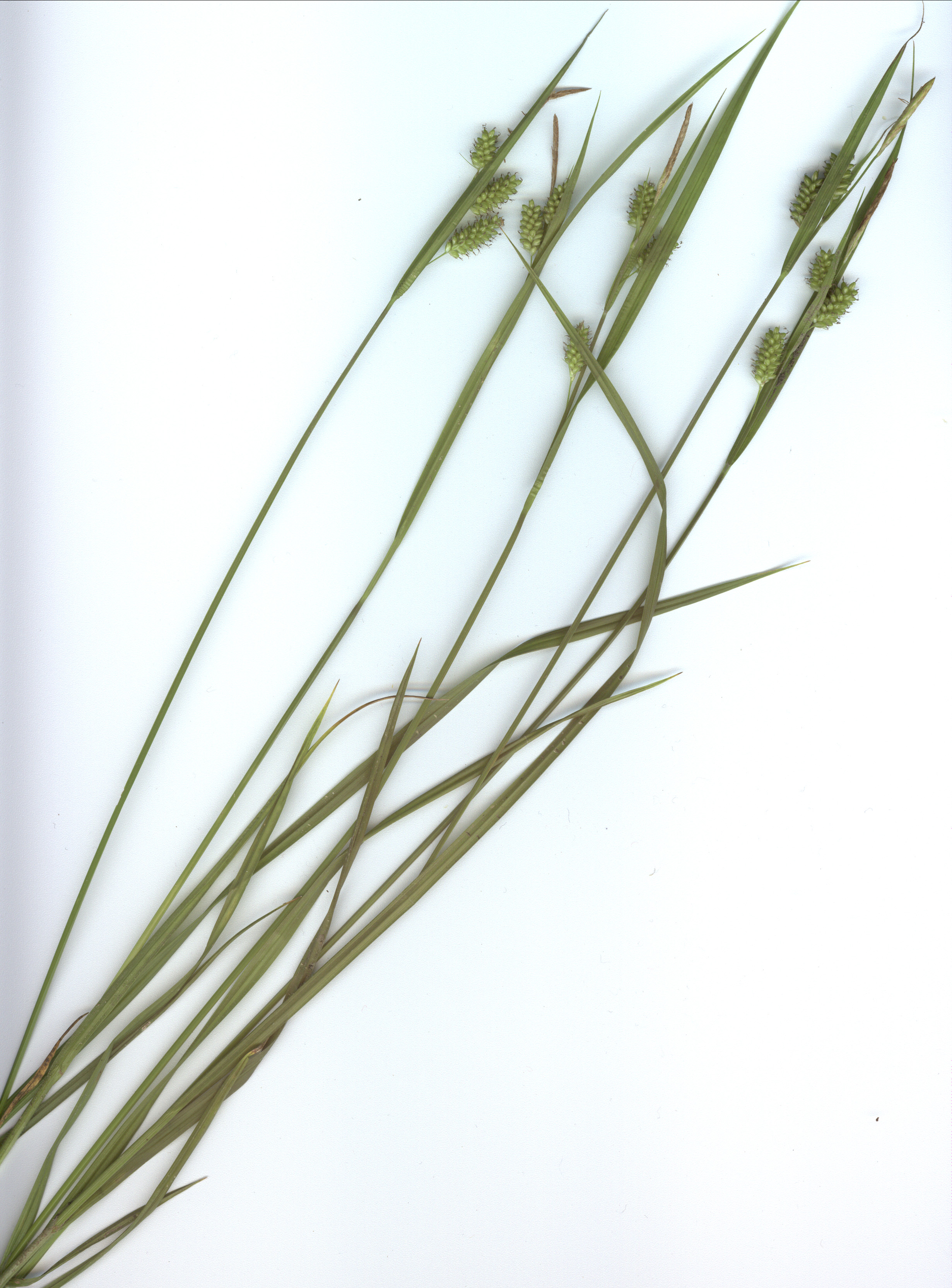
Habitus
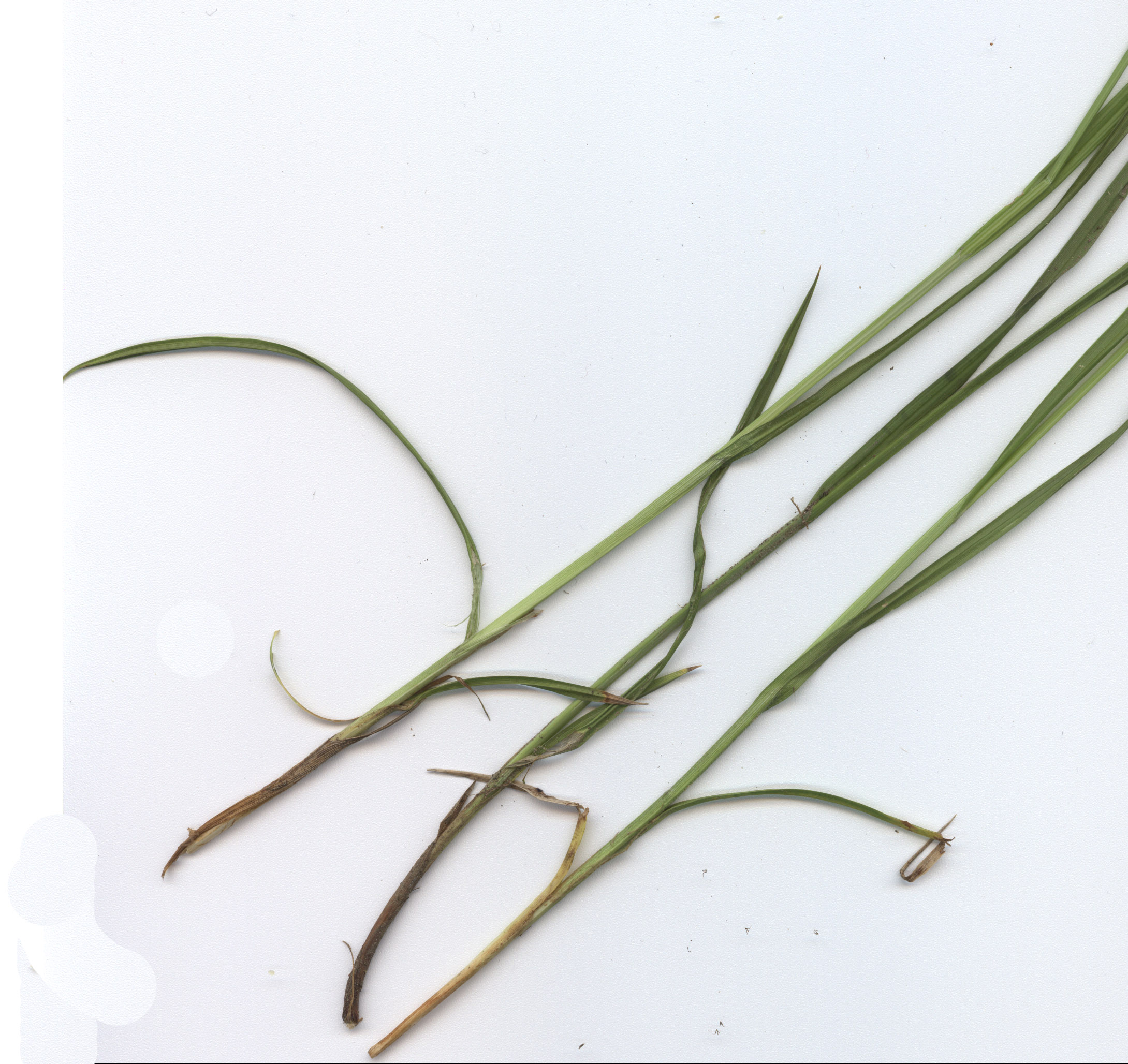
Stängel und Laubblätter
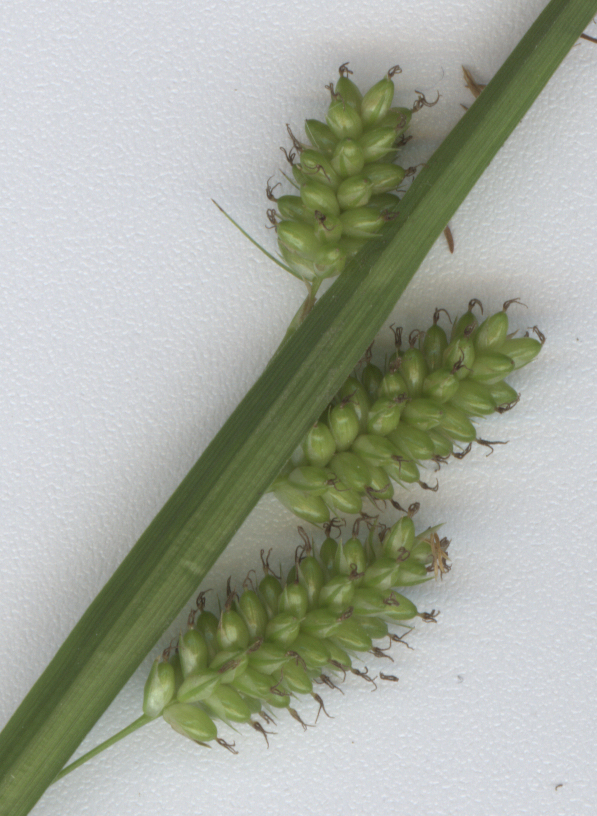
Weibliche Ährchen
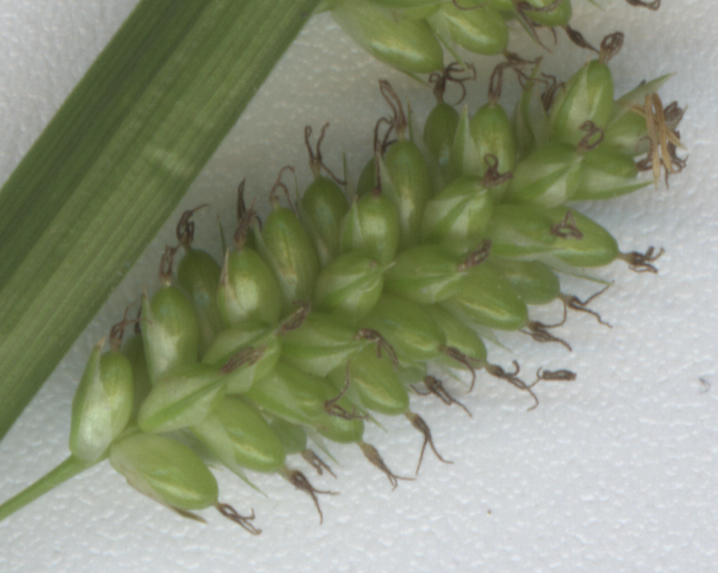
Fruchtstand mit Fruchtschläuchen

## Systematik
Die Erstveröffentlichung von Carex pallescens erfolgte 1753 durch Carl von Linné in Species Plantarum, S. 977. Synonyme für Carex pallescens L. sind: Carex pallida Salisb. nom. illeg., Carex chalcodeta V.I.Krecz., Carex leucantha Schur, Carex microstoma Franch., Carex tymphaea Formánek, Carex undulata Kunze, Carex pallescens var. alpestris Kohts nom. illeg., Carex pallescens var. chalcodeta (V.I.Krecz.) Ö.Nilsson, Carex pallescens var. luxuriosa Kük., Carex pallescens var. subglabra Beck, Carex pallescens var. leucantha (Schur) Asch. & Graebn., Carex pallescens subvar. macrocarpa Briq., Carex pallescens var. macrocarpa (Briq.) Rouy, Carex pallescens var. neogaea Fernald, Carex pallescens var. orophila Briq., Carex pallescens var. subsilvatica Kük., Carex pallescens var. undulata (Kunze) J.Carey. Das Artepitheton pallescens bedeutet „erblassend“, "erbleichend".

### Botanische Geschichte
Es wurde bei Schultze-Motel 1980 eine Varietät Carex pallescens var. neogaea Fernald für Nordamerika aufgelistet. Sie wird jedoch 2002 in der Flora of North America nicht aufgeführt, es ist ein Synonym dieser Art (siehe Auflistung oben).